# Hololepta funebre
Hololepta funebre är en skalbaggsart som först beskrevs av Sylvain Auguste de Marseul 1870.  Hololepta funebre ingår i släktet Hololepta och familjen stumpbaggar. Inga underarter finns listade i Catalogue of Life.